# Fabio Vio
Fabio Vio Ugarte (Valparaíso; 1949) es un diplomático y abogado chileno, licenciado en ciencias jurídicas y sociales de la Pontificia Universidad Católica de Valparaíso, graduado de la Academia Diplomática de Chile. Stage en el Instituto de Ciencias Políticas de París. Ha sido Embajador de Chile en Francia (1997-2000), Polonia (2000-2002), Venezuela (2002-2006), Paraguay (2008) y Perú (2008-2014). Asimismo, Embajador Concurrente en Costa de Marfil y Mónaco (1998-2000). También fue funcionario de carrera del Servicio Exterior de Chile.

## Biografía
En 1992 es nombrado Director de Política Bilateral del Ministerio de Relaciones Exteriores; y en 1994 es designado Director General de Política Exterior del Ministerio de Relaciones Exteriores, cargo que desempeña hasta noviembre de 1997. Asimismo, desde 1994 a 1997 fue miembro titular del Consejo de Política Exterior de Chile, coordinador nacional del Grupo de Río y coordinador nacional de la Conferencia de países Iberoamericanos. Desde 1995 a 1997 representó a Chile como garante en la Controversia entre Perú y Ecuador. En calidad de tal firmó la Declaración de Paz de Itamaraty en 1995.
En 1994 fue el Coordinador de Chile ante la Cumbre de las Américas celebrada en Miami. En 1996 fue Secretario Pro-Tempore de la Cumbre Iberoamericana realizada en Santiago, y en 1997 representó a Chile ante el mecanismo político de MERCOSUR.
Desde 1998 a 2000 fue representante de Chile ante el Centro de Desarrollo de la OCDE, y del 2002 al 2006 ejerció las mismas funciones ante el Sistema Económico Latinoamericano (SELA).
Ha presidido o participado en reuniones o visitas oficiales en Argentina, Brasil, Perú, Bolivia, México, Colombia, Venezuela, Ecuador, Estados Unidos, Marruecos, Egipto, Jordania, Francia, Italia, Portugal, Santa Sede, Rusia, Suecia, Finlandia, Dinamarca, Polonia, Rumania, CAF y Unión Europea. Asimismo, delegado de Chile a la Asamblea de la ONU y OEA.

## Condecoraciones
- Condecoración al Mérito Diplomático de Chile
- Comendador de la Orden Nacional del Mérito de Francia
- Comendador de la Legión de Honor de Francia
- Comendador de la Orden al Mayo de Argentina
- Comendador de la Orden Nacional al Mérito de Ecuador
- Comendador de la Orden de la Estrella Hachemita de Jordania
- Comendador de la Orden del Mérito Civil de España
- Comendador de la Orden de Río Branco de Brasil
- Gran cruz de la Orden de la Estrella Polar de Suecia
- 1ra clase (Banca de Honor) de la Orden Andrés Bello de Venezuela
- Gran oficial de la Orden de San Carlos de Colombia
- Gran cruz de la Orden Nacional al Mérito de Ecuador
- Gran cruz de la Orden al Mérito de Portugal
- Gran condecoración de Honor en oro con estrella de la Orden al Mérito de la República de Austria
- Orden al Mérito de la República Italiana
- Gran cruz de la Orden de Río Branco de Brasil
- 1ra Clase de la Orden del Príncipe Yaroslav el Sabio de Ucrania
- Banda de la Orden del Águila Azteca de México
- Gran cruz de la Orden del Mérito Civil de España
- Gran cruz de la Orden del León de Finlandia
- Gran cruz de la Orden del Libertador San Martín de Argentina
- Gran cruz de la Orden Nacional Honorato Vásquez de Ecuador
- Grado superior de la Orden del Príncipe Trpimir de Croacia
- Cruz con estrella en el grado de comendador de la Orden al Mérito de Polonia
- Gran cruz de la Orden Francisco de Miranda de Venezuela
- Gran cruz de la Orden El Sol del Perú[4]